# Severovýchodní Itálie
Severovýchodní Itálie (italsky: Italia nord-orientale nebo pouze Nord-est) je jedním z pěti oficiálních statistických regionů Itálie používaných Národním statistickým institutem (ISTAT), regionem NUTS první úrovně a volebním obvodem Evropského parlamentu.

## Geografie
Na severu hraničí s Rakouskem a Švýcarskem, na východě se Slovinskem, na jihu s Ligurií, Toskánskem, Marche a malým státem San Marino, na západě s Lombardií a na velmi krátkém úseku s Piemontem. Emilia-Romagna, Furlansko-Julské Benátsko a Benátsko jsou omývány Jaderským mořem.
Severovýchodní Itálie zahrnuje většinu Pádské nížiny, kterou protéká nejdelší italská řeka Pád. Regiony jsou zde vysoce industrializované s velkou mírou turismu.

## Demografie
V roce 2022 žilo v severovýchodní Itálii 11 532 690 obyvatel.

### Regiony
| Region                    | Hlavní město | Počet obyvatel |
| ------------------------- | ------------ | -------------- |
| Emilia-Romagna            | Bologna      | 4 426 929      |
| Furlansko-Julské Benátsko | Terst        | 1 192 191      |
| Tridentsko-Horní Adiže    | Trento       | 1 075 317      |
| Benátsko                  | Benátky      | 4 838 253      |

### Nejlidnatější obce

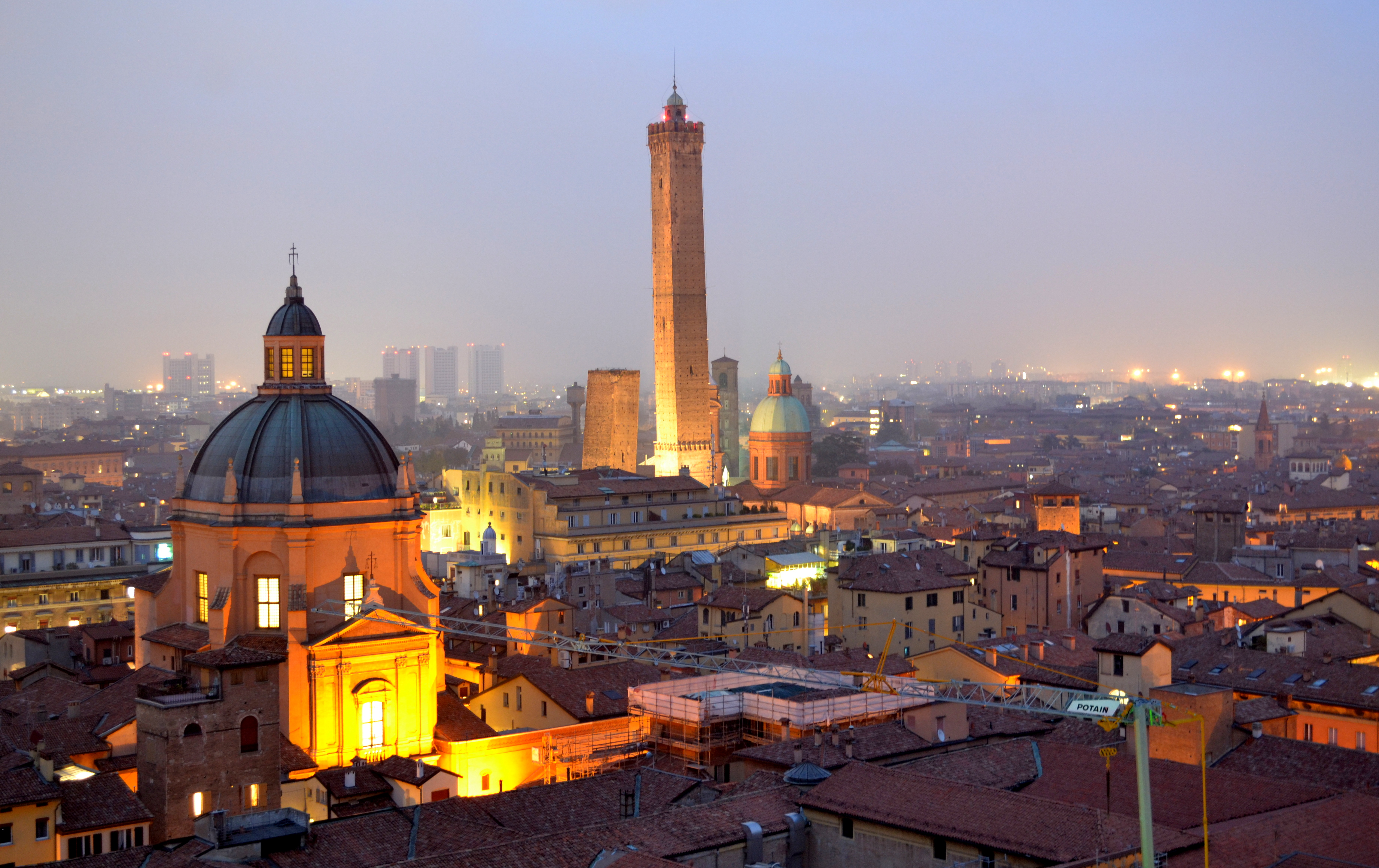
Bologna

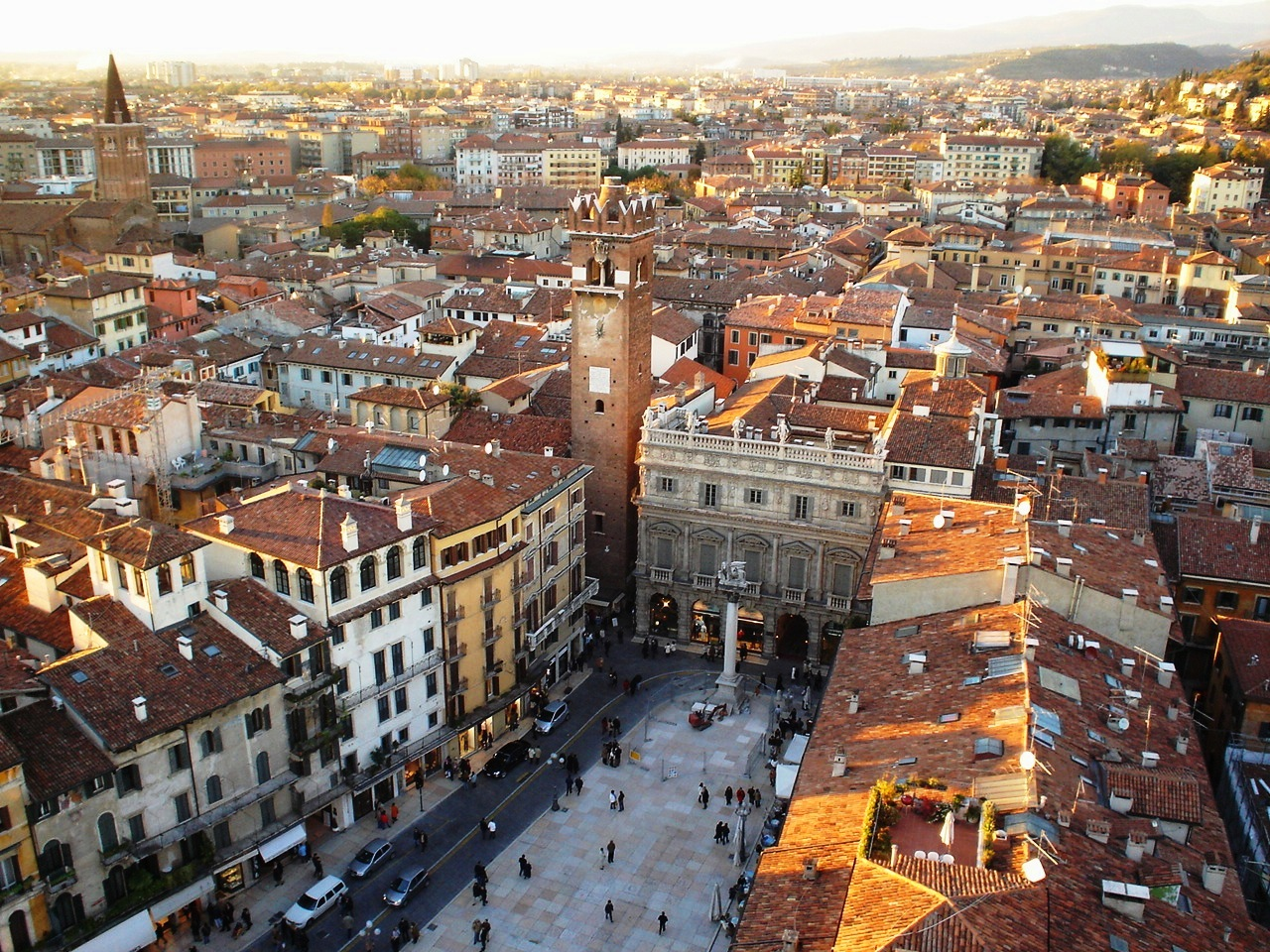
Verona

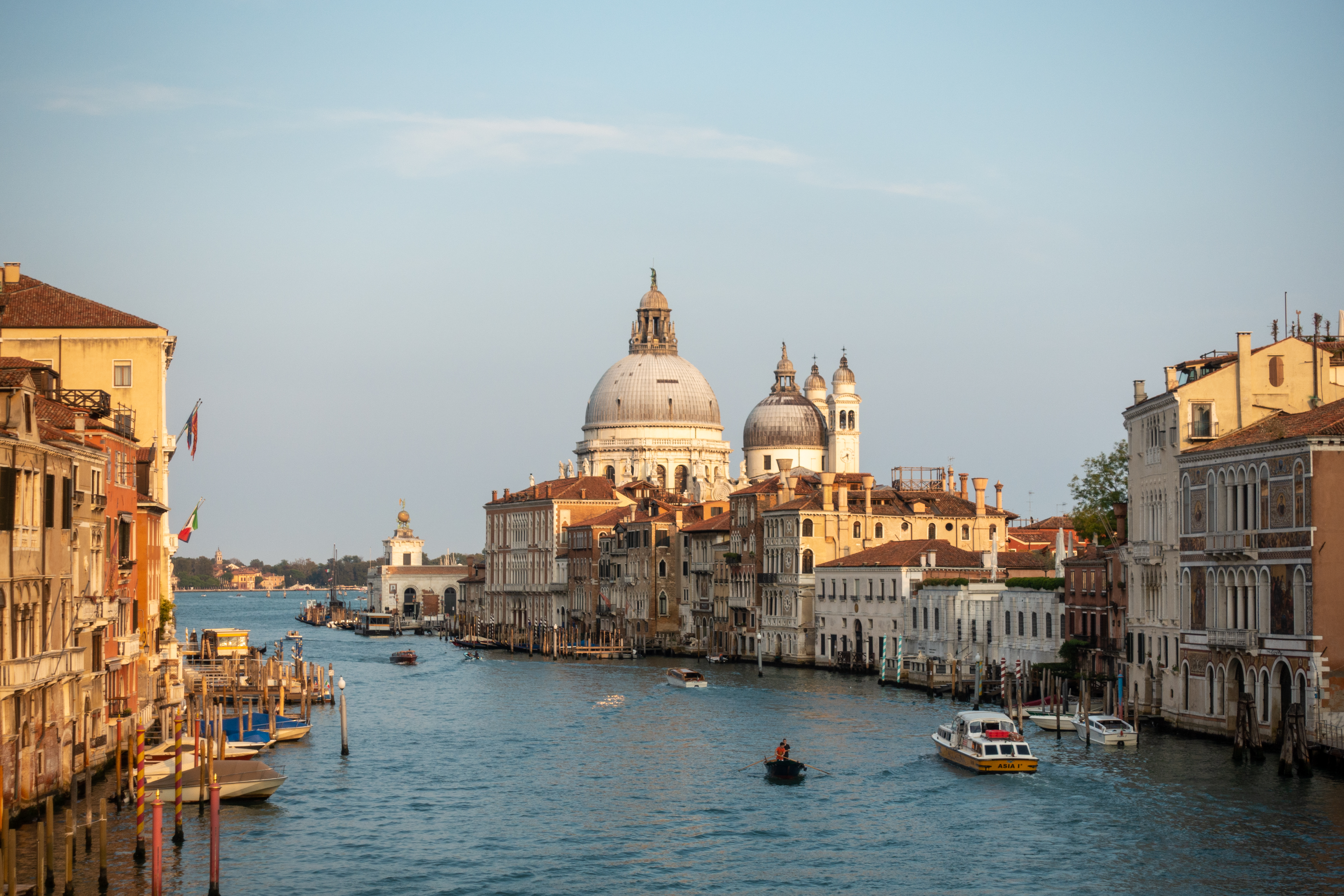
Benátky

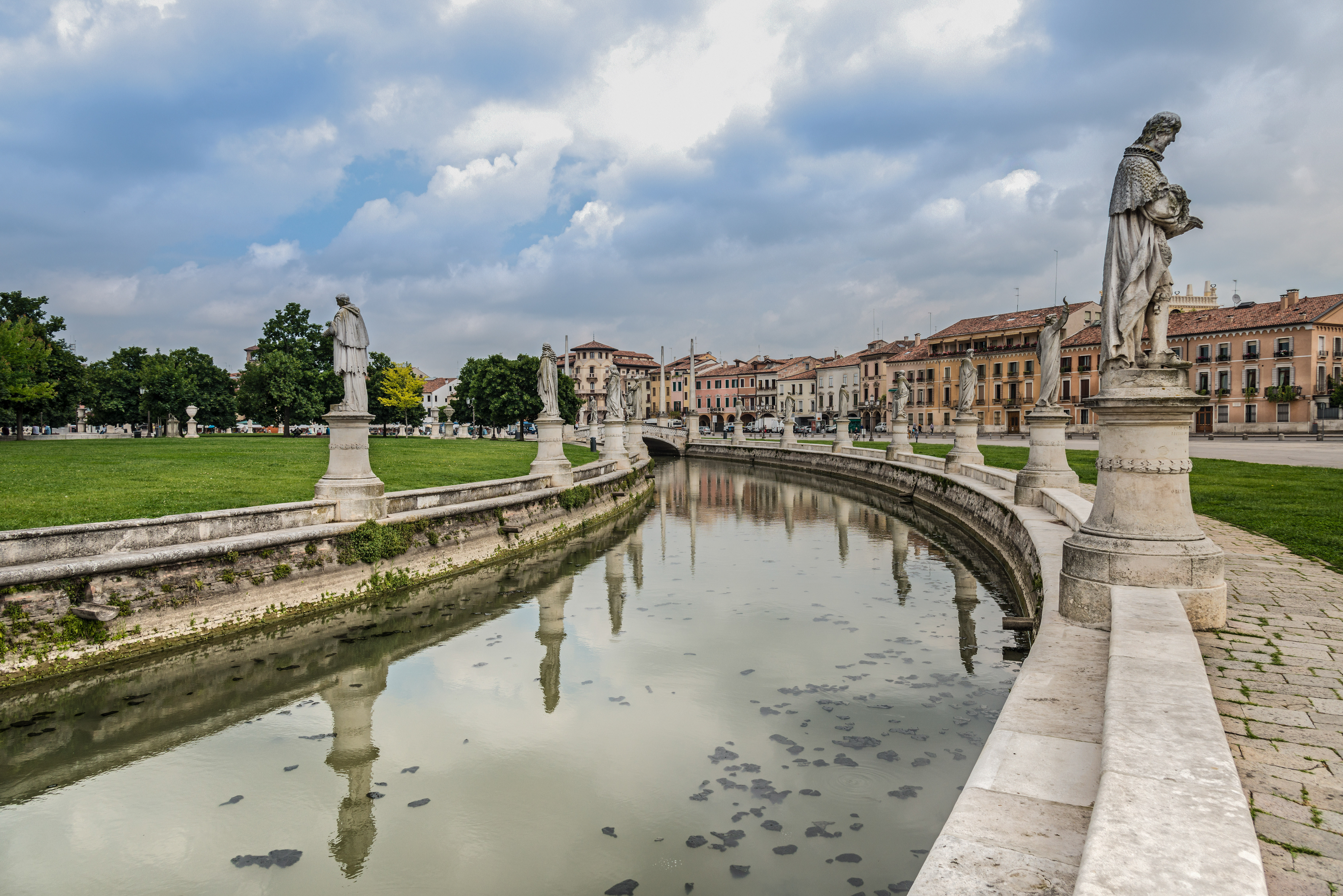
Padova

Níže je uveden seznam obcí, ve kterých v roce 2022 bydlelo více než 50 000 obyvatel.
| #  | Obec          | Region                    | Počet obyvatel |
| -- | ------------- | ------------------------- | -------------- |
| 1  | Bologna       | Emilia-Romagna            | 398 971        |
| 2  | Verona        | Benátsko                  | 255 588        |
| 3  | Benátky       | Benátsko                  | 250 369        |
| 4  | Padova        | Benátsko                  | 206 496        |
| 5  | Terst         | Furlansko-Julské Benátsko | 198 417        |
| 6  | Parma         | Emilia-Romagna            | 196 764        |
| 7  | Modena        | Emilia-Romagna            | 184 153        |
| 8  | Reggio Emilia | Emilia-Romagna            | 169 545        |
| 9  | Ravenna       | Emilia-Romagna            | 155 751        |
| 10 | Rimini        | Emilia-Romagna            | 149 211        |
| 11 | Ferrara       | Emilia-Romagna            | 129 340        |
| 12 | Trento        | Tridentsko-Horní Adiže    | 118 046        |
| 13 | Forlì         | Emilia-Romagna            | 116 440        |
| 14 | Vicenza       | Benátsko                  | 109 823        |
| 15 | Bolzano       | Tridentsko-Horní Adiže    | 106 107        |
| 16 | Piacenza      | Emilia-Romagna            | 102 465        |
| 17 | Udine         | Furlansko-Julské Benátsko | 97 808         |
| 18 | Cesena        | Emilia-Romagna            | 95 778         |
| 19 | Treviso       | Benátsko                  | 84 607         |
| 20 | Carpi         | Emilia-Romagna            | 71 869         |
| 21 | Imola         | Emilia-Romagna            | 69 121         |
| 22 | Faenza        | Emilia-Romagna            | 58 710         |
| 23 | Pordenone     | Furlansko-Julské Benátsko | 51 725         |

## Regiony
V severovýchodní Itálii jsou čtyři z 20 italských regionů:
- Benátsko
- Emilia-Romagna
- Furlansko-Julské Benátsko
- Tridentsko-Horní Adiže

Kulturně a historicky je Emilia-Romagna součástí severozápadní Itálie, ale ze statistických důvodů se zařazuje do severovýchodní Itálie.

## Jazyky
V regionu se mluví hlavně italsky. Mezi další jazyky patří benátština, kterou se běžně mluví v Benátsku a podél pobřeží Terstu a Istrie, stejně jako ve městech Pordenone a Gorizia ve Furlansku a ve většině Trenta; furlanština, kterou se mluví ve většině Furlanska, a ladinština, kterou mluví několik tisíc lidí v Dolomitech. V Jižním Tyrolsku je významným jazykem němčina a na hranici Itálie a Istrie se mluví slovinsky.

## Ekonomika
Hrubý domácí produkt (HDP) regionu byl v roce 2018 407,9 miliardy eur, což představuje 23,1 % italského hospodářského výkonu. HDP na obyvatele v PPS činil ve stejném roce 34 900 eur nebo 116 % průměru EU27.